# Hugo I. (Champagne)
Hugo I. von Champagne (franz.: Hugues; † 14. Juni 1126 in Palästina) war seit 1093 Graf von Troyes, Vitry und Bar-sur-Aube aus dem Haus Blois.
Er war der jüngste von drei Söhnen des Grafen Theobald III. von Blois (Theobald I. von Meaux-Troyes; † 1089) aus dessen dritter Ehe mit Adela von Crépy.

## Leben
Hugo erbte 1093 von seinem Bruder Odo III. die Grafschaften von Troyes, Vitry und Bar-sur-Aube, welche einen großen Teil der Region Champagne umfassten. Im Jahr 1102 nahm Hugo deshalb den Titel eines „Grafen von Champagne“ (comes Campanie) an, den er an seine Nachfolger weitergab.
Da er nicht am Ersten Kreuzzug teilgenommen hatte, zog er 1104 in das heilige Land und kehrte erst 1107 zurück. 1114 ging er erneut auf Pilgerfahrt, diesmal gemeinsam mit seinem Vasallen Hugo von Payns, dem späteren Gründer des Templerordens. Nach seiner Rückkehr 1116 unterstützte Hugo das Kloster Clairvaux, das teilweise aufgrund von ihm zur Verfügung gestellter Mittel von Bernhard von Clairvaux gegründet worden war.
1125 trat er zurück, übergab das Erbe seinem Neffen Theobald IV. von Blois und trat den Tempelrittern im Heiligen Land bei. Theobald nahm den Titel eines Grafen von Champagne jedoch nicht an, sondern beschränkte sich den des Grafen von Blois.

## Ehe und Nachkommen
Hugo heiratete zwischen 1093 und dem 28. November 1095 Konstanze von Frankreich (* wohl 1078; † zwischen 1124 und Januar 1126), Tochter des Königs Philipp I. und der Bertha von Holland. Die Ehe wurde 1104 – wegen Kinderlosigkeit – geschieden. Konstanze heiratete in zweiter Ehe den Kreuzfahrerfürsten Bohemund von Tarent.
In zweiter Ehe heiratete Hugo 1110 Isabella von Burgund, Tochter des Grafen Stephan von Burgund, genannt „Tollkopf“ (Tête Hardi). Sie kam erst nach dreizehnjähriger Ehe, 1123, mit einem Sohn nieder der Odo genannt wurde. Zwei Jahre später geriet Hugo mit seiner Frau in einen Streit: Er verjagte sie und mit ihr das Kind, das er fortan nicht mehr anerkannte. Odo sollte lediglich Champlitte, die Mitgift seiner Mutter, erben. Dessen Sohn war der Kreuzfahrer Wilhelm von Champlitte.